# Пеггі Пірс
Пеггі Пірс (англ. Peggy Pearce, при народженні Велма Пірс (англ. Velma Pearce, 4 червня 1894 — 26 лютого 1975) — американська акторка німого кіно.
З 1913 по 1920 знімалася в епізодичних ролях в кінокомпаніях L-KO Kompany і Keystone Studios; де її партнерами були зірки німого кіно того часу, включаючи Чарлі Чапліна, з яким у неї був нетривалий романтичний зв'язок, Роско Арбакла, Біллі Річі, Форда Стерлінга і Мейбл Норманд.

## Вибрана фільмографія
- 1913 — Деякі нервові / Some Nerve — дівчина
- 1913 — Фатті в Сан-Дієго / Fatty at San Diego — театральна акторка
- 1914 — Його улюблене проведення часу / His Favourite Pastime — гарна жінка
- 1914 — Танго-путаниця / Tango Tangles
- 1914 — Джонні в кіно / A Film Johnnie
- 1914 — Між двома зливами / Between Showers
- 1919 — Неправдиві свідчення / False Evidence — Дороті Фейр
- 1920 — Секс / Sex — Дейзі Хендерсон
- 1920 — Морський вовк / The Sea Wolf